# Simulium letrasense
Simulium letrasense är en tvåvingeart som beskrevs av Diaz Najera 1969. Simulium letrasense ingår i släktet Simulium och familjen knott. Inga underarter finns listade i Catalogue of Life.